# Nu ska vi vara stygga
Nu ska vi vara stygga är en Karl Gerhard-revy som spelades 1944. I revyn ingick sångerna Ack, den som vore tjugo år, Berliner luft, Gamla tant Adolfina, Men inte ett ord om Kalle, Revyparadiset, Ty det står en kvinna bakom..., Uti det nybyggda Arizona och Vem vet hur länge vi har varann.